# Comuna Breusivka, Kozelșciîna
Breusivka (în ucraineană Бреусівка) este o comună în raionul Kozelșciîna, regiunea Poltava, Ucraina, formată din satele Breusivka (reședința), Ceciujîne, Hmarîne, Krasnosillea, Novoselivka, Oleksandrivka Druha și Vînnîkî.

## Demografie
Componența lingvistică a comunei Breusivka
     Ucraineană (97,88%)
     Rusă (2,05%)
     Alte limbi (0,07%)
Conform recensământului din 2001, majoritatea populației comunei Breusivka era vorbitoare de ucraineană (97,88%), existând în minoritate și vorbitori de rusă (2,05%).